# Hărțăgani
Hărțăgani – wieś w Rumunii, w okręgu Hunedoara, w gminie Băița. W 2011 roku liczyła 815 mieszkańców.